# Bay István
Ludányi Bay István (1676 – 1742. október 24.) földbirtokos.

## Élete
Bökényben lakott, Bay Mihály és Korna Borbála fia volt. 1699. április 4-én feleségül vette Ujhelyi Juliannát.
Memoriale diarium című 240 lapból álló eredeti emlékkönyvéből az Ugocsa című lap (1890. 22. sz.) mutatványokat közölt. Ezen diariumban a családi eseményeken kivül a bökényi református egyház akkori viszontagságait és egyéb történelmi s művelődéstörténeti adatokat is följegyzett; különösen az 1717. évi tatárjárást élénk szinekkel ecseteli.